# 政治
政治（せいじ）とは、国家の意思決定機関である主権をもとに、共同体の領土や資源を管理し、それに属する構成員間あるいは他共同体との利害を調整して社会全体を統合する行為、もしくは作用全般を指す言葉である。
英語における政治（politics）の語源は古代ギリシアのポリス（都市国家）に由来する。
ポリスは政治的共同体（ポリティーケ・コイノーニア）とも呼ばれ、君主制を廃止した後に民主政・寡頭制・僭主などと様々な政治体制へと切り替えて、立法などの手段を用いて市民間の利害を調節し、商業や戦争などを通してポリス全体を発展させたことが今日において知られている。
経済学の視点から政治の本質を再配分の過程と見なす考えもある。
民主政国家の場合は、署名運動、請願や討論、デモ活動によって、国民が政治活動を行うことがあり、国民による選挙によって選出された、職業として政治活動を行う者を「政治家」という。政治活動家とは区別される。

## 定義
広辞苑では「人間集団における秩序の形成と解体をめぐって、人が他者に対して、また他者と共に行う営み。権力・政策・支配・自治にかかわる現象。」とする。
大辞泉では「1. 主権者が、領土・人民を治めること。2. ある社会の対立や利害を調整して社会全体を統合するとともに、社会の意思決定を行い、これを実現する作用。」とした。 
古代ギリシアの哲学者アリストテレスは、政治を研究する政治学を《善い社会》の実現を試みるためのマスターサイエンスであると位置づけた。
政治哲学者のハンナ・アーレントは『人間の条件』の中で、政治を自己とは異なる他者に対して言語を使って働きかけ、結合する行為であると捉えた。
政治学者のロバート・ダール（1915年 - 2014年）は、社会における権力現象全般を政治ととらえる立場をとり、政治というのは権力・ルール・権威を含むような関係全般、と定義できるとした。
Andrew Heywoodは2002年の書籍で、「人々が生きるうえでの一般的なルールを作り、保存し、改定する活動」 (The activity through which people make, preserve and amend the general rules under which they live.)とした。

### 広義と狭義
狭義の政治は、国あるいはその他の自治体での法や政策についての意思決定、社会問題の解決・最小化、対立や利害の調整、外国との関係の処理、公的財産の処理などを政府や政党、政治家などの職業的・公的に行う場合をいう。広義の政治は、あらゆる対人関係で起こる目標の選択、目標達成方法の決定、そしてそれらの実施あるいは実行の全過程をいう。例として、学校の生徒会やサークルなどでの意思決定も、広い意味での「政治」ということができる。

## 概要
政治のより具体的な構成について観察すると、政治はどのように社会に働きかけているのかという客観的な問題と、政治はどのように社会に働きかけるべきかという規範的な問題に大別することができる。しかし現実の政治ではこの二種類の問題は混合した形で現れるものであり、これは後述するように政治の本性が何であるかという議論で表現されている。客観的な観点に立てば、政治は社会に対して秩序を与えており、またその動態を制御するための制度が考案されている。領土と国民を主権の下で統治するという国家の制度や、国家を組織運営する立法府、行政府そして司法府という政府組織、そして統治者を選出するための民主主義の原則に基づいた代議制など、数多くの政治的制度が存在する。さらに政治的作用は制度の体系だけではなく、経済や文化の状況や、企業や圧力団体などの主体に動態的に影響している。市民運動やマスコミの活動は政治的な相互作用を生み出している。
次に政治の規範的問題に移れば、多種多様な政治イデオロギーがこの問題に応答している。政治イデオロギーとは後述するようにさまざまな問題に対する政治的態度を指導する観念の体系であり、代表的なものに自由主義や保守主義、社会主義などがある。また個別的な問題に対するフェミニズムや環境保護主義があり、さらに宗教原理主義までをも含めればさらに政治的態度の種類は多様なものだと認められる。これらの思想や態度が主要な論点としている規範の問題は人間本性や社会の自然なあり方、そして自由や平等、さらには幸福や正義などの理念を踏まえた上での統治者の権力、被治者の権利などに及んでいる。こうした議論が現実の政治秩序を理論的に基礎付けており、憲法、外交、選挙、基本的人権、市場、社会福祉、義務教育、国防などの在り方を示している。
本項目では読者の政治における全般的な理解を助けるために、政治学的な主題を広く扱っている。したがって、いくつかの重要な主題を取り上げ、その詳細についてはそれぞれの項目を参照されたい。そこで第1章では政治の根本的な概念を基礎付ける政治の本性や権力、道徳の原理について概説し、次に主要な政治イデオロギーとして自由主義、保守主義、そして社会主義を取り上げる。また政治体制の観点からは権威主義、全体主義、権威主義の特性などを検討し、政治の場として機能している国家や国際政治の在り方も素描する。そして政治過程を構成する政党や市民、団体などの政治的相互作用に着目し、統治機構についても立法府や行政府などを論じる。最後に政治の出力である政策領域について概括する。ここで詳細に取り上げることができない各国の政治情勢や政治史については各国の政治の諸項目を、政治を研究する政治学の方法や概念については政治学を参照されたい。

## 政治の原理

### 政治権力
権力とは一般に他者に対してその意志に反してでも従わせることのできる能力と一般的な定義が与えられている。ドイツの社会学者マックス・ウェーバーは「抵抗に逆らってでも自己意思を貫徹するあらゆる機会」と捉えている。権力に対する認識については権力が生じる資源の実体性から把握する方法と、権力が生じる他者との関係性から把握する方法がある。フィレンツェの政治思想家ニッコロ・マキアヴェッリは政治権力は軍事力という暴力装置によって裏付けられなければならないと考えており、これは権力資源の実体性から権力を把握するものである。またアメリカの政治学者ロバート・ダールは『誰が統治するのか？』の中で権力を「他からの働きかけがなければBがしないであろうことを、AがBに行わせることが可能なとき、AはBに対して権力を持つ」という他者との関係において定式化している。そして権力は集団において意思決定することで行使されると考えた。この権力の本質をめぐる議論から分かるように、権力の概念とは論争的なものであり、権力は権威や暴力などの概念との関係の観点からも議論される。
フランスの哲学者ミシェル・フーコーの『監獄の誕生』は権力の概念をめぐる議論で新しい観点を提示した。フーコーの権力理論によれば、近代の刑罰について研究することで知識と権力の密接な関係を「権力と知とは相互に直接含みあう」と指摘している。つまり権力は知識が協同することで初めて人間の行動を支配することが可能となるものであり、科学的な知識であっても権力と無関係に独自に存在するものではないと論じた。権力の概念に対する見解についていくつか概観したが、いずれも政治の根本的な構成要素として権力を位置づけている。なぜなら、政治においてそれぞれの主体は権力を活用することによって目的を達成することが可能となるためである。
権力の機能には他者の積極的な服従と消極的な服従の両方が含まれる。他者の積極的な服従を獲得する能力は厳密に言えば権力と区別して権威と呼ばれる。アメリカの心理学者スタンレー・ミルグラムが実施したミルグラム実験が示すところによれば、教授の命令に対して多くの被験者は自己に責任が及ばないために、他者に対して継続的に電気ショックで危害を加えることが確認できる。このような権威者に対する他者の服従は人間の心理だけでなく、合理性の観点からも理解することができる。イギリスの政治思想家トマス・ホッブズやジョン・ロックの政治思想によれば、権威者がおらず各人が自分の判断で勝手に行動している自然状態において、各人は自己の生命と財産を守るという合理的な理由に基づいて政府組織を構築したと論じている。これは権威者に対して人々が服従することによって安定した秩序がもたらされると考えることができる。ウェーバーは『支配の社会学』において権力が受容される理由を心理的要因や合理的要因とは異なる観点から捉えており、正当性の概念で説明している。つまり人間が権力の働きである支配を受容するさまざまな理由は伝統的正当性、合法的正当性、そしてカリスマ的正当性の三種類に大別することが可能であると論じた。いずれかの正当性を備えているならば、それは支配される人々にとっては服従しうるものとなる。一方で権力は消極的な服従を強制的に獲得する機能も持つことに着目することができる。ドイツの政治思想家カール・マルクスや革命家ウラジミール・レーニンは権力を国家権力に限定して捉え、それが支配階級であるブルジョワジーによって運営されるプロレタリアートに対する暴力的な強制装置であると考えた。このマルクス主義的な権力理論によれば、国家に支配される国民は抑圧されていると考えられる。

### 政治道徳
政治において正義とは適切な均衡が存在する状態を言う。この基本的な正義の概念を理解する上で古代ギリシアの哲学者プラトンの議論が参考になる。プラトンは『国家』において正義は個人においては理性、意志、情欲の三つが精神的に調和している状態であり、国家においては政治家の知恵と軍人の勇気、そして庶民の節制の精神が調和している状態を指すものと論じた。しかし均衡をどのように実現するかについてより具体的に考えるならば、分配の問題に取り組む必要がある。アリストテレスは『ニコマコス倫理学』で正義を道徳的に正当な利害の配分と捉え、もしこの配分が正当な均衡を失えば、それは不正な状態であるために是正しなければならないと論じた。
アリストテレスの正義の定式は現代に発展されている。哲学者ジョン・ロールズは『正義論』において共通善を自由と考え、恵まれない人々のために恵まれる人々の自由を制限することで、平等に自由に必要な基本財を分配する正義の理論を展開している。したがって恵まれない人々の基本的な自由を、恵まれた人々が負担することで社会の不正は是正されると論じた。この見解には反論がある。哲学者ロバート・ノージックは自己の自由を最大化するためにある程度の自由を制約しながら社会を形成するのであり、もし恵まれた人々の財産を他の人々のために制限するならば、それは不当な自由の侵害であると指摘した。これらの議論は社会において正義の基準が複合的に存在することを浮き彫りにしている。そこで哲学者マイケル・ウォルツァーは社会の多元性を踏まえた複合的平等を主張しており、またシュクラールが不正義によって被害を受けた人々の意見に注意することを提唱している。
正義論での諸々の立場は倫理学では徳倫理学、功利主義、そして義務論に系統化することができる。徳倫理学はプラトンやアリストテレスに代表される立場であり、いかに善い状態になるのかを主眼に置いている。また功利主義はジェレミ・ベンサムやジョン・スチュアート・ミルに代表される説であり、「最大多数の最大幸福」という言葉でしばしば要約されるように社会万人の利益になる行為を正当化する。そして義務論はイマヌエル・カントに代表される理論であり、理性を以って義務を確立し、それを実施することを正当化する。これらの道徳理論は政治理論や政治イデオロギー、公共政策を正当化している。

## 政治システム
イーストンは『政治分析の基礎』において政治システム論を展開している。政治を一つのシステムとして捉え、環境からもたらされる入力を変換して社会に価値を権威的に配分し、出力するものというモデルを構築した。政治システムは入力の過程から始まり出力の過程で終る。この入力とは環境からの要求や指示であり、出力とは社会を公的に制御することに関する制作活動である。出力を終えるとフィードバックが始まる。出力された結果は社会に影響を与えてまた新たな支持や要求などの入力過程をもたらす。このフィードバックの循環をフィードバック・ループと言う。
政治システムはアーモンドにより発展させられる。アーモンドは入力機能を政治的社会化と補充、政治的コミュニケーション、利益表出、利益集約があり、出力機能にはルールの作成である立法、ルールの適用である行政、ルールの裁定である司法の三つの機能があるとする。政治システム入力機能である政治的コミュニケーションはマスメディア、利益表出機能は利益団体、利益集約機能は政党が機能を果たしている。

### 国家
国家は原則的には一定の限定された領域における統治機構を指すものとして理解できる。政治史において国家はさまざまな形態をとってきたが、政治学において国家は近代の西欧で成立した国民国家を想定している。国家の要件としては、限られた国境線で区分された領域性を持つ領土、領土内で秩序を構築する法律を制定してこれを維持する排他性を持つ主権、そしてそこに居住する住民の言語的、文化的な統合性を持つ国民の三要素が挙げられる。これは国際法において国家の承認を行う際の要件でもある。またジャン・ボダンの『国家論六編』によれば主権には立法権だけでなく、司法権や官職任命権、宣戦布告権や講和権、課税権や貨幣鋳造権などを含む唯一にして不可分の絶対的な権力であると論じられている。
国家論の展開においては小さな政府と大きな政府の議論が重要であった。小さい政府は18世紀にアダム・スミスの経済的な自由主義に始まる「神の見えざる手」の思想が基礎にある。つまり政府は経済活動に介入することなく治安維持と国防だけを行うべきとする議論であり、ラッサールには夜警国家とも呼ばれた。しかし普通選挙制が採用されると市民の政治的な自由が容認され、自由放任の風潮は薄れた。そして格差拡大や貧困の深刻化により政府の役割は社会への介入が増大していき、福祉国家として発展していった。
また近代国家では権力の極端な一元化を避けるための権力の分散の必要性も述べられた。法を制定する立法権、法を適用して判決を下す司法権、そしてそれを除いた国家作用の全てを包括する行政権の三つを分離させて均衡させることをモンテスキューが『法の精神』で論じられた。これが三権分立である。19世紀までの国家は三権の中でも立法権を有する立法府が行政府や司法府に優越する立法国家であったが、20世紀以後には社会福祉政策の充実化が進んで行政府の権限が強化されたために行政国家と呼ばれる。

### 政府
政府は国家において安定的な支配を維持するための体制である。政治過程においても構造的な影響を与えるものであり、基本的な政治分析の際にも政治体制は注目される。君主制、貴族制、共和制、民主制、独裁制などさまざまな政府形態が歴史上採用されてきた。アリストテレスは統治者の数とその統治の受益者という二つの観点から分類法を考案した。また別の区分として民主主義体制・権威主義体制・全体主義体制の三分類がある。また制度は可変的なものであり、政権交代や指導者の交代のような政府変動や、支配集団全体の交代をもたらす体制変動は権威主義から民主主義へなどのように基本的な体制の変動を伴う。
民主主義 (Democracy) は国民の政治参加と自由な活動に価値をおく政治体制であり、社会における多様な利害関係や価値観の対立を政治の場で解決することを重視する。独裁制と対比されることもあり、現代では世界的に重要視されている政治理念でもある。国民が直接的に政治に参加する直接民主制と代議員を国民から選出して政治に間接的に参加する間接民主制がある。民主主義の下では政党制、選挙制度また投票行動などが政治過程に影響するようになる。
ロバート・ダールのポリアーキー論は政治体制の分析において、自由な政府批判を容認する公的異議申し立ての度合いと政治関与可能な国民の割合に注目し、両者を兼ね備えているものがポリアーキーと読んだ。ただしこのような伝統的な民主主義は同質的な国民においてのみ成立するものであり、国民の間に同質性がなければ合意は形成できないとしていた。しかしレイプハルトは多極共存型民主主義の理論を展開してそれに反論した。すなわち民族的な同質性は必ずしも必要なものではなく、大連合の形成、相互拒否権の確保、比例性原理、少数派の自立性に基づいた多極共存型民主主義であれば政治秩序を安定させることは可能であると論じた。
世界の政治体制には政治秩序だけではなく全体主義と呼ばれる体制を保持している国もある。全体主義とは個人に対する社会の優越を基礎としてあらゆる思想、生活、社会活動などを統制しようとする政治体制である。これはかつての専制政治とはあらゆる観点から異なったものであった。20世紀における近代技術に基づいた大衆社会の操作性に起因するものである。単一の政治勢力が、社会の価値観や生活様式、政治的な言論を含めた社会全体を再構築し、個人を監視して時には拘束した。ドイツのナチズムやイタリアのファシズム、日本の軍国主義やソビエトのスターリニズムなどが歴史的な事例として挙げることができる。
カール・J・フリードリッヒやツビグニュー・ブレジンスキーは全体主義の特徴を挙げており、まず人間生活の全てを包括する教義となる包括的なイデオロギー、そして社会の再構築を行う単一の政治勢力、大衆の忠誠を獲得して反逆者を処分するための秘密警察すなわち組織的脅迫、さらにイデオロギーを宣伝するためのマスコミの独占、反乱を封じ込めるための武器独占、管理が容易で利益を独占できる統制経済、以上の六つである。全体主義にはソヴィエト連邦のイメージが強いために左翼的、またはマルクス主義的な政治体制と考えられている場合があるが、右翼的な全体主義も十分に考えられる。ただし右翼的な全体主義はドイツのナチズムのように、革命的なイデオロギーよりもむしろナショナリズムに依拠し、国家の偉大さや栄光を強調した全体主義社会を構築しようとする。
権威主義と呼ばれる体制も民主主義の対極にある政治体制として論じられるが、全体主義と混用される場合も多い。権威主義は全体主義のように大衆を統制したり教育したりすることは意図しない。だが権威主義の政治体制においては上層部を占める少数の政治勢力によって大衆の政治参加は最低限に抑制される。リンスによって20世紀のフランコ政権のスペイン政治体制を説明するために提唱された概念であり、形式的で無力な議会制と抑圧的で威圧的な官僚制を特徴とする。全体主義のカリスマ性やイデオロギー性はほとんど認められず、同じものではない。国連大使であったジーン・J・カークパトリックは権威主義と全体主義の違いを強調し、全体主義は一度成立すると自己改革の可能性はないが、権威主義ではそうとは限らないと述べている。
発展途上国の多くは民主主義でも全体主義でもない選択肢として、一党支配という権威主義を経験しているが、結果は芳しくない。ジンバブエの政治体制は1980年に二党制で発足したものの、与党のロバート・ムガベが社会主義を主張し、部族の軍事力を以って敵対勢力を打ち倒し、一党制を成立させる。しかし新しい法規制や税制はことごとく失敗に終わり、また批判すらをも封じ込め、貧困をより深刻化させた。1974年からそれまで権威主義や全体主義を採用していた各国が民主化の傾向に進み始め、チリ、韓国、台湾などは市場の自由化とともに民主化を推進することができた。

### 市民社会
市民社会 (Civil Society) とは政治において政府の対概念であり、政治に参加する国民の構成員から成る公共的な領域を言う。古代ギリシアのポリスにおける民主主義に起源を見ることが出来るが、近代においては市民革命以後に発生したものとされる。政治的無関心や無責任を示すような政治社会の場合には大衆社会と呼んで区別する場合もある。
市民社会の概念は社会の機能をどこまで含むものとして捉えるべきかで見解が分かれる。ウォルツァーは市民社会を「非強制的な人間の結社の空間」と捉えて家族や宗教、イデオロギーのために形成されるとしたが、これは市民社会を非常に幅広い社会機能の集合として捉えており、市場をも含みうるものとしている。しかしハーバーマスやキーンらは市民社会をあくまで国家権力や市場経済からは独立した人々の活動を基盤とする公的領域として理解する。

### 国際政治
国際政治 (International politics) は国内政治と根本的に異なる性質を持っている。政治は国家の内部での事象であったが、国際政治は国家の関係の中で発生するからである。国内政治を観察する場合は国家には主権があり、領域においてその主権は絶対的なものである。しかしながら実際には理論どおりではない。国家の主権が有効である領域においても、例えば外国の軍事力により占領された場合には、もはやその地域の主権の実際の有効性は失われる。その意味で主権は国際政治においては多数が並存する相対的なものとして捉えることができる。世界政府というものは存在しないために主権国家同士は国内政治とはまた異なる種類の権謀術数を行うために、国内政治には見られない同盟や貿易、戦争などの現象も見られる。
国際政治には現実主義と理想主義という二つの学派が存在する。国際政治における現実主義とはマキアヴェリが提起し、E・H・カーやハンス・モーゲンソウにより発展させられた権力政治に基づいた勢力均衡の政治理論と実践を意味する。現実主義によれば国際秩序の安定性は各国の勢力が均衡状態になった場合に生まれるものであり、この権力関係が崩れれば戦争や紛争が勃発するものと考える。
また国際政治の主要な学派である理想主義は国際政治を道徳的な価値観または国際法の観点から見なす理論と実践である。トマス・アクィナスはキリスト教神学に基づいて正戦の本質を議論し、国際秩序において自然法が存在すると論じた。そしてヴェゲティウスは主権国家を規律する国際法を体系化し、近代的な国際法の確立に寄与した。イマニュエル・カントも戦争を回避するために道徳と理性を結合して人類は普遍的かつ恒久的な平和を目指すものと捉えている。

## 政治イデオロギー

### イデオロギー
政治を人間社会の集合的な意思決定と捉えた場合に、その社会の正義がどのように設定され、どのように達成されようとするのかは非常に重要な問題になってくる。この問題と密接に関わるのがイデオロギー(Ideologie)である。これは国家や階級などの一定の社会集団が保有する政治的な観念である。これは価値体系とも呼ばれ、ある主体の政治的な立場の思想的、理論的な基盤ともなっている。イデオロギーは元々はフランス革命の時代においてデスチュット・ド・トラシーにより『観念学要綱』で用いられた「観念の起源を決定する科学」を意味する概念であった。ダールによれば支配者に正当性を与え、またその政治的影響力を権威に転換させるものである。時代や政治的立場によっては政治的な教義として用いられる一方で、ナポレオンがトラシーを批判して空論家「イデオローグ」と呼んだように、妄想や不毛な思想として蔑視される場合もあった。
イデオロギーはいくつかに分類できる。その最も代表的なものとして挙げられるのが保守主義と進歩主義である。この二分法は革命後のフランス国民公会で保守的な王党派が右側の議席に、革新的なジャコバン党が左側の議席に座っていたことから右と左とも呼ばれる。このようなイデオロギーは政治勢力の分裂と対立をもたらしうる重要な要素であり、冷戦期においては資本主義と共産主義のイデオロギーを巡る思想の争いが国際政治に影響した。
イデオロギーを社会の中でどのように位置づけるのかについてマルクスとエンゲルスは支配階級と被支配階級を前提として、支配階級が自らの支配の正当化を行うための道具だと説明した。これはイデオロギーが空論とする考え方に基づいており、マルクス自身の思想はイデオロギーとは認めなかった。これをカール・マンハイムは批判した。マンハイムは一切の知識は時代的な文脈により制約されているという議論を、知識の存在被拘束性という概念で説明した。さらにアイゼンクはイデオロギーを段階的に発展するものとして捉え、評価の段階である意見、準拠の段階である態度を経て信念の段階であるアイデオロジー（Ideology）が発生するとされる。しかしイデオロギーの終焉を論じる学説もあり、レイモン・アロンは20世紀において経済発展がイデオロギー的な対立を緩和するように働いていることを指摘し、ダニエル・ベルは『イデオロギーの終焉』を著してイデオロギーが知識人の支持を近年失いつつあることを論じた。

### 民主主義
民主主義は、封建的な王侯貴族ではなく、税金を払う市民を中心に政治を行うことを主張する政治思想である。個人の権利は、その個人が積極的に政治に参加することによって実現するものであるという。イェーリングは「権利のための闘争」で民主主義の義務と権利について整理している。

### 自由主義
自由主義は個人の権利を保護し、選択の自由を最大化することを主張する政治思想である。経済学者アダム・スミスは政府の市場に対する干渉が経済成長を妨げる危険性を指摘した。なぜなら特定の組織が市場を独占すれば、価格の競争や商品開発の動機が失われてしまうためである。つまり経済の自由放任を維持することで市場は自らの調整能力を発揮することが可能となる。この経済学的な見解は、社会が政府から可能な限り自由であるべきという古典的自由主義のイデオロギーとして確立された。しかし古典的自由主義が前提と見なしたほど市場の調整機能は完全ではないことが明らかになると自由主義の理論は近代的自由主義のイデオロギーへと発展する。トマス・ヒル・グリーンは政府による社会への干渉を問題にするのではなく、政府が社会の自由を保障することを問題とした。つまり消極的な政府からの自由を目標とするのではなく、積極的自由を実現するために政府の干渉を正当化した。

### 保守主義
保守主義は原則として急進的な革新を否定し、既に確立された社会の秩序を保持することを主張する政治思想である。保守主義はエドマンド・バークの政治思想に由来している。バークの主張はフランス革命での急進的な自由主義の勢力が社会が展開してきた政治の伝統や道徳の基準を破壊することに対して批判的であった。バークは現存する伝統は歴史的な試行錯誤の結果であり、全てが悪いわけではないと考えていた。もし政治制度を改革するならば、革命という手段ではなく、時間をかけて段階的に調整するべきであると論じている。

### 社会主義
社会主義は一般的に生産手段を社会的に管理することを主張する政治思想である。自由主義に対する批判としてカール・マルクスは独自の政治理論を発展させた。マルクスは経済学的研究を通じ、資本家の下で労働者は価値を生産するが、その価値の一部だけが賃金として支払われており、余剰価値は資本に奪われる資本の法則を明らかにした。つまり労働者は自らの労働に見合った賃金がないために市場の商品を購入することができない不公平が生じる。レーニンのような急進的な社会主義者はこの不平等を是正するために政治秩序の変革を強いる革命を主張する。一方でベルンシュタインのような穏健な社会主義者は修正主義とも呼ばれ、労働者の生活状況を改善する福祉国家の確立を主張した。

### 無政府主義
権力による支配に反対する政治思想である。従って、無政府主義者は国家を廃止して市民自らが築き上げる平等な社会を目指している。

### フェミニズム
女性解放を目指す政治思想であり、あらゆる男女差別の撤廃を目指す（もしくは男性よりも女性を優位にする可能性すらある）。例えば、女性の政治参加の推進であったり、労働環境の改善やハラスメントの反対なども該当する。＃MeToo運動なども同様である。19世紀に始まる女性の社会進出を後押ししてきた政治思想である。

## 政治的相互作用
政治過程とは政策の決定を巡る各集団の利益の対立や合意の形成などの政治的な過程を言う。アーサー・F・ベントリーが1908年に『統治過程論』で従来の制度論的な政治学を「死せる政治学」と読んで批判し、より動態的な現象として政治を分析することを論じたことに始まる。例えば利益団体の活動は制度的な規定を受けていないにもかかわらず、現実には政治的な影響力を行使している。政治過程論はこのような実態に着目して政治に対する入力や出力を明らかにしようとする。

### 政治文化
政治システムは比較政治学に分析の基盤となるモデルを提供したが、そのことによって政治システムにとっての外部環境が政治システムに相違をもたらすことが考えられる。これが政治文化である。アーモンドとヴァーヴァによって著された『現代市民の政治文化』では一般の文化には政治的側面があり、それらの集合体が政治文化として政治に影響していると論じた。そしてアメリカ、イギリス、ドイツ、イタリア、メキシコの調査から構成員の認知や評価の志向から未分化型政治文化、臣民型政治文化、参加者型政治文化に類型化された。ただしすべてがこの類型に従うわけでもなく、アーモンド自身がイギリスのような臣民型と参加者型が複合された政治文化があることも重視し、これを市民文化として評価した。

### 政党
政党とは政治的な理念や目的を共有し、それを達成するために活動する団体を指す。政党は基本的には私的結社であるが、議会に参加する意味で公的主体でもあり、多くの国が政党の活動に助成金を出している。政党にはさまざまな政治的な機能がある。個別的で多様な国民の意志をまとめあげて議会に媒介する利益集約機能は最も代表的なそれである。さらに政治的指導者の選出機能、意思決定の組織化機能、市民を政治的に関与させる機能、政権担当および批判機能の機能などもあり、民主主義体制においてはこのような政党が十分に機能することを想定している。
政党の分類についてはウェーバーが『商業としての政治』で論じている。ウェーバーは政党が貴族主義的政党から大衆政党に発展していくと論じた。これは政党を目的から区分したものであり、イギリスの政治史とも合致する。またデュヴェルジェは少数の有力者の下に緩やかに組織されている政党である幹部政党と共産党を典型として一般の有権者を基盤として厳格に組織された大衆組織政党という分類を述べている。政治的な思想傾向を反映して保守政党、中道政党、革新政党、包括政党という類型もしばしば用いられる。
政党が社会において存在している形態を政党制と呼ぶ。デュヴェルジェは一党制、二党制、多党制に三分した。そして『政党社会学』で政党が歴史や社会構造、宗教教義、人種、民族対立などに起因するものである一方、政党制は選挙制度と深い関係があることを論じている。またサルトーリは『現代政党学』で非競合的なものと競合的なものを提示した。そしてそれまで二大政党制は安定的な政党制をもたらすと考えられていたが、サルトーリは二大政党制は例外的な政党制であると論じ、穏健な多党制も推奨することで「二大政党制の神話」を否定した。

### 政治意識
政治意識は政治への関心、態度、行動の様式を示す概念であり、政治的社会化によって獲得する。この政治意識は普通選挙の導入による政治参加の拡大を通じて人民の意識が注目されることとなった。特にこの非合理性というものについてウォーラスが論じており、人間が常に合理的に行動するという主知主義の立場を批判し、非合理的な側面、例えば愛情、恐怖、憎悪、疑惑、忠誠などの感情、が重要な役割を果たすことを指摘した。したがって民主主義は常に非合理性により自滅する危険性を持ち、このような政治意識は大衆操作に利用することも可能である。政治教育によって政治意識を合理化する必要性もウォーラスは述べている。

### マスメディア
マスメディアは政治社会において人々を政治参加や政治活動に向かわせる。マスメディアは市民社会において議論された公共的な意見である世論を反映し、政府が行う政策を社会に紹介する、媒介者としての役割を担っている。マスメディアの機能は大きく分けて環境の監視、社会部分相互の関連付け、社会的遺産の世代間伝達の三つであるとラスウェルは論じている。マスメディアの問題はさまざまであるが、まず商業主義の弊害が指摘される。マスメディアは中立的な立場を保持しようとしても、企業体である限りは不利益な情報を報道できない場合がある。さらにマスメディアの発達によって政治社会に印象が実体に先行する場合が生まれ、政治的能力と無関係な基準で選挙で選出される政治状況も見られるようになっている。

### 圧力団体
圧力団体とはキーによれば公共政策に影響力を及ぼすための私的な団体である。具体的には、業界団体、労働組合、消費者団体、宗教団体、環境保護団体、女性団体などである。圧力団体は利益集団や利益団体と区別される。利益集団とは単に政治に関心を持つあらゆる集団を指し、利益団体は職業的な利益に基づいて組織化された集団であり、圧力団体は利益集団がさらに自己の利益を維持、増大させるための圧力を備えた集団である。
圧力団体の機能には利益表出、代表性の補完、政治のフィードバック、情報提供、政治教育などがあるが、圧力はエリートに限定された手段であり、また一部の利益が過剰に政治に影響を与えるなどの逆機能を併せ持つ。ローウィは『自由主義の終焉』においてアメリカ政治において圧力団体が野放しにされている状況を非難しており、これを利益集団自由主義と称した。アメリカでは圧力団体は議員、官僚との密接な関係を作り上げ、この関係は「鉄の三角形」とも呼ばれ、業界団体、族議員、官僚が特定の権益のために政治に影響を及ぼす強い政策ネットワークが構築されていた。
利益集団は多元主義の考えでは競争関係にある。多元主義とは政治を国家の外側に存在する世論や圧力団体などから説明する考えである。利益集団間の協調によって社会秩序が形成されるという考え方があり、これはネオ・コーポラティズムと言う。つまり政策決定の際に主要な利益集団と官僚が協議することにより遂行されている政治状況であり、オーストリアやスウェーデンが具体例として挙げられる。コーポラティズムとは団体協調主義とも言われ、職能別の代表が政治に参加することで政治的な調和を生み出そうとする思想である。ネオ・コーポラティズムは各分野において一元化された全国組織が存在していることが必要となる。これは政府機関との協議を行う慣行を形成するために不可欠な要件である。

## 統治機構

### 立法府
立法府は政治制度において特に重要な立法権を掌握している政治機関であり、基本的には法案を審議して制定することができる権限を持つ。また憲法改定の提案、条約の批准などの権限を持つ場合もあり、他の政府機関に対して優越的な地位にある。議院内閣制を採用している場合では立法府は行政府に対して直接的な影響力を保有している。
立法府は複数の国民の代表が出席した議会で審議を行うことで成り立っている。議員はエドマンド・バークは18世紀にブリストル演説で国民全体の代表と定めており、単なる選出母体の指示に従って行動する委任代理ではないことを明示した。選挙により選出される議員は提出される法案について審議を行い、多数決の原理に従って制定する。この多数決原理は多数派と少数派との間で妥協のと譲歩の可能性が吟味され、十分に建設的な議論に基づいて行われなければならないとされている。
しかしながら現実の政治ではしばしば政治問題の専門化と複雑化に対する議会の無能力、緊急的な政治問題に対する立法過程の遅滞などの問題が指摘されている。

### 行政府
行政府は立法と司法の機能以外の国家作用を行う政治機関である。各国によって微妙に異なるが、行政府の長である大統領または首相は国家の代表として一般的に認識され、外交権、統帥権、任命権、立法権など、国家の最高指導者として非常に総合的な権限を持っている。
行政府の具体的な制度は国によって一様ではない。例えば大統領制と議院内閣制がある。大統領制は独自に選挙を経て大統領を選出する。この過程において議会が直接的に選出に介入することはできない。一方で議院内閣制では議員の中から行政府の長となる人物を選出し、また場合によっては不信任決議によって首相を罷免することにより影響力を行使することが可能である。ただし議院内閣制はイギリスのサッチャー首相のように議会に強い基盤を持っていれば大統領よりも強い権力を発揮することが可能である。
またフランスやドイツでは首相と大統領両方が存在するが、これらの国では大統領は名目的な地位に過ぎないことが多い。従って大統領制においては行政府が立法府から独立しており、議院内閣制の下で選出された首相は議会に対して責任を持っている。また別の制度として半大統領制・議院内閣制・議会統治制・首相公選制などもある。

### 司法府
司法府は立法により制定された法律を適用して裁定する政治機関であり、裁判所から構成される。法には法体系の基礎となる憲法を最高位として、犯罪行為を取り締まる刑法、賠償や商行為などについて定めている民法、政府機関の規則や命令を含む行政法、国家間で合意された条約などを含む国際法などがあり、また慣習法となっているものや成文法として確立されているものもある。国民に対して法を適用するだけではなく、三権分立が確立された国家において立法府にはおおむね立法に対する審査権が付与されている。例えばドイツの憲法裁判所は法律が憲法に違反するかどうかを審査する権限を持っている。
ただし全ての司法府がそうであるとも限らない。アメリカでは最高裁判所に連邦法の違憲審査権について特別に規定されていない。またゲリイが「裁判官を政治家にする」と批判したように、違憲審査権を司法府に与えることも見送られている。しかし立法府の権限を規制するためには、また三権分立の思想を実現するためには、裁判所の権限が必要であった。ただし実際のほとんどの国の司法府には政治的な影響力が認められず、またそれが期待されていることも少ない。何故ならば、最も上位の裁判所である最高裁判所ですら審理される案件はごく一部であり、そもそも司法府の権限は立法府によって規定されている。裁判所の決定を実行するためには行政府の権力が必要となる。そして重要な着眼として、裁判官には「法の下の平等」という思想に基づいて常に公平であることが要求されているからであり、政治的な立場に偏りがあることは望ましくないとされる。

## 公共政策
近代社会は複雑化が進んでいるために非常に多面的であるが、近代・現代の政治機構はほぼすべての領域において政策機能を発達させており、何らかの影響力を行使することができる。

### 安全保障
安全保障は自らの価値を何らかの手段により脅威から守ることである。安全保障でまず問題となるのは国家の存続と独立、国民の生命、財産、つまり国防である。
これらは国家安全保障の上で最も基本的な国益として設定されるものであり、これを守るために軍隊が必要とされる。
国防は軍事力を「抑止力」として準備し、また戦争や紛争事態において実際に運用することで行われる。仮想敵国に自国の単独防衛だけで対処できないと思われる場合には同盟を形成して勢力均衡を図ろうとする。その勢力均衡の結果、核戦略が国防において重要な領域となっており、核抑止理論を基礎とした仮想敵国の制圧が目指される。
しかしこのような従来の安全保障では十分に平和を保持できず、また戦争が勃発した際に戦火が拡大する恐れがあったため、集団安全保障の体制が第一次世界大戦後～戦間期における国際連盟、第二次世界大戦後～現在における国際連合で追求された。集団安全保障は参加国が武力の不行使を相互に約束し、もしそれを破棄する参加国がいれば他の参加国がそれに対して制裁を実施することで秩序を回復するものであった。
近年は安全保障の概念は広がりを見せており、「人間の安全保障」と呼ばれるように、エネルギー、食糧、人権などが安全保障の対象となり、経済的手段や外交的手段が安全保障において重要視されるようになっている。

### 経済産業
政治にとって経済は規制を最小限にして市場経済の下に自由な取引を促進すべきものという資本主義の発想と、計画経済の下にある程度の管理に置いて必要な公共財を提供するという社会主義または共産主義の発想と、2種類のあり方が存在する。
これは経済を巡るイデオロギーと関連した論争であるが、現代の政治を観察すると現実の経済状況によって必要な産業復興支援や金融政策を打ち出している。
事実的な意味で経済が政治とどのように関わっているのかには4つの主要な考え方がある。
イギリスの経済学者アルフレッド・マーシャルに代表される新古典派経済学では「経済は政治から独立した活動」である。
「経済が政治を規定するものである」と考える学説に、カール・マルクスに端を発するマルクス経済学・マルクス主義がある。
一方で反対にジョン・メイナード・ケインズによるケインズ経済学では「市場経済には政治的な統制を要する」と強調する。
加えて、政治経済学では経済と政治の相互作用の中で政策が形成されると捉える。

### 社会福祉
政治の機能を安全保障や治安維持などに限定する「自由主義国家論（夜警国家）」（あるいは小さな政府）に対し、政治が福祉に注目する「福祉国家論」（あるいは大きな政府）が登場したのは比較的最近のことである。
国家が国民の生活水準を保証するための近代的な社会保障制度を構築し始めたのは現代に入ってからである。
失業や傷病等による就労不能等により所得を喪失した場合に現金給付を受ける「所得保障」、医療サービスの機会を確保する「医療保障」、高齢者や一人親家庭（母子家庭・父子家庭）、障害者等に対する一定のサービス提供を保障する「社会福祉」のサービスという3種類に福祉政策の機能は分類できる。
ウィーレンスキーは、64ヵ国の福祉国家の国民総生産（GNP）に対する福祉支出の割合を調査して福祉国家の度合いを比較したが、その度合いはその国の政策やイデオロギーとは関係なく、経済の発展水準によることを論じた。経済水準の向上は少子高齢化をもたらし、福祉の必要性を増大させると政府は福祉政策を徐々に充実させていくからだと考えられる。しかしこれは政治的要因が考慮されていないことや、福祉支出の対国民総生産（GNP）比だけが問題となっていることなどが批判され、キャッスルズがより研究を精緻化し、政府の財政規模が大きいほど所得再配分（富の再分配）が頻繁に実施される一般傾向を示した。

### 政治を題材とした作品
下記の項目を参照。
- ポリティカル・フィクション
- Category:政治を題材とした作品
  - Category:政治ドラマ
  - Category:政治漫画